# Lorna Doom
Lorna Doom, wł. Teresa Marie Ryan (ur. 4 stycznia 1958 w Dallas, zm. 16 stycznia 2019 w Thousand Oaks) – amerykańska gitarzystka basowa, członkini zespołu punk rockowego The Germs w latach 1976–1980 i ponownie po powrocie z lat 2005–2009.

## Życiorys
Doom dorastała w Thousand Oaks w Kalifornii i uczęszczała do Newbury Park High School, gdzie poznała Belindę Carlisle. Następnie przeniosła się z Kalifornii do Nowego Jorku – gdzie mieszkała do późnych lat dziewięćdziesiątych.
Była przyjaciółką założycieli zespołu, Darby’ego Crasha i Pata Smeara i dołączyła do nich pomimo braku zdolności muzycznych, po otrzymaniu odpowiedzi na ulotkę szukającą „dwóch niedoświadczonych dziewczyn” z Belindą Carlisle.
Zmarła 16 stycznia 2019 roku na raka.